# Paolo Briguglia
Paolo Briguglia (né à Palerme  le 27 mai 1974) est un acteur italien.

## Biographie
Né à Palerme le 27 mai 1974, Paolo Briguglia a étudié à l'Académie nationale d'art dramatique à Rome, obtenant son diplôme en 1998. Il a fait ses débuts au cinéma en 2000, dans le film de  Roberto Andò Le Manuscrit du prince Son premier rôle principal est celui du soldat Serra dans le film de Enzo Monteleone de 2002 El Alamein, et pour ce rôle Briguglia a remporté le Globe d'or du meilleur acteur,.

## Filmographie partielle
- 1999 : The Protagonists de Luca Guadagnino
- 2000 :
  - Le Manuscrit du prince
  - Les Cent Pas
- 2002 :
  - Jules César
  - El Alamein
- 2003 :
  - Buongiorno, notte
- 2005 : Ma quando arrivano le ragazze?
- 2006 :
  - La terra[5]
- 2008 : Ciao Stefano
- 2009 :
  - La Sicilienne
  - Baarìa
- 2010 :   Basilicata coast to coast
- 2015 :   La felicità è un sistema complesso